# Wallace Ford
Samuel Jones Grundy (Bolton, Inglaterra, Reino Unido, 12 de febrero de 1898 – Woodland Hills Los Ángeles, California, Estados Unidos, 11 de junio de 1966), conocido como Wallace Ford o Wally Ford, fue un actor cinematográfico y televisivo británico cuya apariencia simpática y fornida le hizo apto para actuar en diferentes películas de género western y en cine de clase B.  

## Biografía
Pasó su infancia en una de las instituciones para niños pobres fundadas por Thomas John Barnardo. A temprana edad, fue adoptado por un granjero de Manitoba, Canadá, recibiendo maltrato. Hacia los once años de edad se escapó de su casa y se ocupó en trabajos diversos, como el de acomodador de un teatro. 
Tras licenciarse del ejército, una vez finalizada la Primera Guerra Mundial, Ford se hizo actor de vodevil en una compañía de repertorio, consiguiendo más adelante trabajar como actor teatral en el circuito de Broadway.
Ford empezó su carrera cinematográfica con un papel que le ofreció Metro-Goldwyn-Mayer en el film Possessed (1931). A lo largo de su trayectoria, actuó en más de 200 películas, entre ellas, 13 dirigidas por John Ford, director con el cual no guardaba ningún parentesco, a pesar de compartir apellido. 
Para la televisión, Ford hizo diferentes actuaciones, y de entre ellas cabe señalar la que hizo en 1964, en un episodio de The Andy Griffith Show, interpretando a Roger Hanover, viejo amor de la Tía Bee. 
Falleció a causa de un infarto agudo de miocardio. Fue enterrado en el Cementerio de Holy Cross, en Culver City, California.

## Selección de su filmografía
- Possessed (1931)
- Freaks (1932)
- Three-Cornered Moon (1933)
- La patrulla perdida (1934)
- The Mysterious Mr. Wong (1934)
- El delator (1935)
- Mary Burns, Fugitive (Mary Burns fugitiva) (1935)
- O.H.M.S. (1937)
- De ratones y hombres (1937)
- La sombra de una duda (1943)
- The Cross of Lorraine (1943)
- Spellbound (1945)
- The Green Years (Los verdes años) (1946)
- La brigada suicida (1947)
- Dead Reckoning (Callejón sin salida) (1947)
- Coroner Creek (1948)
- Embraceable You (1948)
- The Set Up (1949)
- Harvey (El invisible Harvey) (1950)
- She Couldn't Say No (1954)
- The Boy from Oklahoma (1954)
- Destry (1954)
- Wichita (1955)
- El hombre de Laramie (1955)
- A Lawless Street (1955)
- Twilight for the Gods (El crepúsculo de los audaces) (1958)
- The Matchmaker (La casamentera) (1958)
- El hombre de las pistolas de oro (1959)
- A Patch of Blue (Un retazo de azul) (1965)

## Televisión
- Father Knows Best (1954)
- Justice (1954)
- Damon Runyon Theater (1955)
- The Andy Griffith Show (1964)